# Martin Douillard
Martin Clément Douillard, né le 20 mars 1985 aux Sables-d'Olonne, est un footballeur français qui évolue au poste de milieu offensif.

## Biographie
Lancé en Ligue 1 par Frédéric Hantz en 2005, Martin Douillard trouve surtout du temps de jeu au MUC 72 avec l'arrivée de Rudi Garcia. Souvent jugé un peu juste pour la Ligue 1 et malgré la concurrence, il parvient à grappiller du temps de jeu sur l'aile gauche mancelle.
En janvier 2008, il inscrit son 1er but en Ligue 1 face à Bordeaux. 

## Clubs successifs
- 2004-2008 : Le Mans UC 72  France (44 matchs, 1 but)
- 2008-2010 : Clermont Foot  France (10 matchs, 0 but)
- 2010-2011 : Luçon VF  France
- 2011-2012 : Yverdon-Sport  Suisse
- 2012-2015 FC Mulhouse  France
- 2015-2016 Pau FC  France[1]
- 2016-2018 : Rodez AF  France
- 2018-2019 : Aurillac Football Club  France

## Statistiques
- 45 matchs et 1 but en Ligue 1
- 22 matchs et 1 but en Ligue 2